# Ludolf Kartuz
 Ludolf Kartuz, także Ludolf z Saksonii OCart (ur. ok. 1295 albo ok. 1300 w Saksonii, zm. 10 albo 13 kwietnia 1378 roku w Strasburgu) – niemiecki pisarz, asceta i mnich z zakonu kartuzów.

## Życiorys
Urodził się około 1295 albo około 1300 roku na terenie archidiecezji kolońskiej albo mogunckiej. W wieku około 15 lat wstąpił do zakonu dominikanów. Odbył studia teologiczne, a jego nauczycielami życia duchowego byli między innymi Johannes Tauler i Henryk Suzon. W 1340 roku wstąpił do zakonu kartuzów w Strasburgu. W latach 1343–1348 był przeorem klasztoru w Koblencji. Z tego okresu pochodzi jego dzieło Enarratio in Psalmos. Następnie udał się do Moguncji, gdzie napisał Vita Christi – księgę, która miała wpłynąć na nawrócenie Ignacego Loyoli. Najprawdopodobniej jest także autorem Speculum humanae salvationis. Pod koniec życia wrócił do Strasburga, gdzie zmarł 10 albo 13 kwietnia 1378 roku.